# Kendrick Nunn
Kendrick Melvin Nunn (* 3. August 1995 in Chicago, Illinois) ist ein US-amerikanischer Basketballspieler. Er steht bei Panathinaikos Athen unter Vertrag.

## Werdegang

### NCAA
Nunn spielte von 2013 bis 2018 in der NCAA. Die ersten drei Jahre gehörte er der Mannschaft der University of Illinois at Urbana-Champaign an und steigerte seine statistischen Werte in jeder Saison. Im Mai 2016 wurde Nunn wegen einer Körperverletzung von der Hochschule verwiesen. Daraufhin schloss er sich der Oakland University an. Aufgrund einer Wechselregelung der NCAA musste er ein Jahr aussetzen. Nunn spielte ein Jahr für Oakland und steigerte seine Werte in der Saison 2017/18 gegenüber seinem letzten Jahr in Illinois noch einmal deutlich. Seine mittlere Punkteausbeute steigerte er von 15,5 auf 25,9 sowie seine Assists von 1,7 auf 3,8 je Spiel.

### Profilaufbahn

#### NBA G-League (2018–2019)
Im NBA Draft 2018 wurde Nunn von keiner der 30 NBA-Mannschaften ausgewählt. Daraufhin spielte er ein Jahr in der NBA G-League für die Santa Cruz Warriors. In 49 Spielen erzielte Nunn für die Kalifornier im Durchschnitt 19,3 Punkte.

#### Miami Heat (2019–2021)
Die Miami Heat verpflichteten Nunn im April 2019. In einem Vorbereitungsspiel gegen die Houston Rockets machte er 2019 mit 40 Punkten auf sich aufmerksam. Sein NBA-Debüt feierte Nunn in der Saison 2019 gegen die Memphis Grizzlies, in diesem Spiel erzielte er 24 Punkte für Miami. Nunn erreichte in seinen ersten beiden Spielzeiten in der NBA gute statistische Werte: In der Saison 2019/20 kam er auf einen Mittelwert von 15,3 und 2020/21 von 14,6 Punkten je Begegnung.

#### Los Angeles Lakers (2021–2023)
Im August 2021 unterschrieb er einen Zweijahresvertrag bei den Los Angeles Lakers. Im Januar 2023 gaben die Kalifornier ihn an die Washington Wizards ab. Im Gegenzug wechselte der Japaner Rui Hachimura nach Los Angeles, des Weiteren erhielten die Kalifornier als weitere Gegenleistung drei Draft-Auswahlrechte übertragen.

#### Washington Wizards (2023)
Für die Hauptstadtmannschaft bestritt er 31 Spiele, in denen er im Durchschnitt 7,5 Punkte erzielte.

#### Panathinaikos Athen (seit 2023)
Nunn wechselte Ende Oktober 2023 zur griechischen Spitzenmannschaft Panathinaikos Athen. 2024 gewann er mit der Mannschaft die Euroleague sowie die griechische Meisterschaft.

## Titel
- EuroLeague: 2024
- Griechischer Meister: 2024
- Griechischer Pokalsieger: 2025

## Auszeichnungen
- Big Ten All-Freshman team: 2014
- Horizon League Men's Basketball Player of the Year: 2018
- First-team All-Horizon League: 2018
- NBA All-Rookie Team: 2020
- EuroLeague MVP der Saison: 2025
- All-EuroLeague First Team: 2024, 2025
- MVP der griechischen Meisterschaftsfinale: 2024
- All-Greek Basketball League Team: 2024
- EuroLeague MVP des Monats: 04-05/2024, 2/2025
- Euroleague Alphonso Ford Top Scorer Trophy: 2025

## Karriere-Statistiken

### NBA

#### Hauptrunde
| Saison  | Team        | GP  | GS  | MPG  | FG % | 3P % | FT % | RPG | APG | SPG | BPG | PPG  |
| ------- | ----------- | --- | --- | ---- | ---- | ---- | ---- | --- | --- | --- | --- | ---- |
| 2019–20 | Miami       | 67  | 67  | 29.3 | .439 | .350 | .850 | 2.7 | 3.3 | 0.8 | 0.2 | 15.3 |
| 2020–21 | Miami       | 56  | 44  | 29.5 | .485 | .381 | .933 | 3.2 | 2.6 | 0.9 | 0.3 | 14.6 |
| 2021–22 | Los Angeles | 39  | 2   | 13.5 | .406 | .325 | .810 | 1.4 | 0.9 | 0.3 | 0.1 | 6.7  |
| 2022–23 | Washington  | 31  | 0   | 14.1 | .447 | .392 | .900 | 1.7 | 1.8 | 0.5 | 0.1 | 7.5  |
| Gesamt  | Gesamt      | 193 | 113 | 23.7 | .451 | .362 | .876 | 2.4 | 2.4 | .7  | .2  | 12.1 |

#### Play-offs
| Saison | Team   | GP | GS | MPG  | FG % | 3P % | FT %  | RPG | APG | SPG | BPG | PPG  |
| ------ | ------ | -- | -- | ---- | ---- | ---- | ----- | --- | --- | --- | --- | ---- |
| 2020   | Miami  | 15 | 0  | 15.9 | .391 | .279 | 1.000 | 2.1 | 1.3 | 0.2 | 0.2 | 6.1  |
| 2021   | Miami  | 4  | 2  | 23.3 | .395 | .278 | 1.000 | 1.5 | 1.5 | 0.5 | 0.0 | 10.3 |
| Gesamt | Gesamt | 19 | 2  | 17.5 | .393 | .279 | 1.000 | 2.0 | 1.4 | 0.3 | 0.2 | 7.0  |

### Euroleague
| Saison  | Team                | GP | GS | MPG  | FG % | 3P % | FT % | RPG | APG | SPG | BPG | PPG  |
| ------- | ------------------- | -- | -- | ---- | ---- | ---- | ---- | --- | --- | --- | --- | ---- |
| 2023–24 | Panathinaikos Athen | 35 | 27 | 27.3 | .466 | .410 | .959 | 2.7 | 3.0 | 0.9 | 0.1 | 16.0 |